# 阿克斯 (布拉加)
阿克斯 (布拉加)是葡萄牙布拉加区的一个堂区。总面积1.41平方公里，总人口731人，人口密度518.4人/平方公里。